# لحظات
«لحظات» (به هندی: Lamhe) فیلمی هندی در سبک رمانتیک به کارگردانی یاش چوپرا است که در سال ۱۹۹۱ منتشر شد. از بازیگران آن می‌توان به سری دوی، آنیل کاپور، وحیده رحمان و انوپم کهیر اشاره کرد.